# همدردی با شیطان
«همدردی با شیطان» آهنگ اول از آلبوم ضیافت گدایان (به انگلیسی: Beggars Banquet) از گروه راک بریتانیایی رولینگ استونز است که در ۶ دسامبر ۱۹۶۸ منتشر شد.
این تک‌آهنگ در چارت‌های سوئد، نروژ جزو ده ترانه اول قرار گرفت و در بسیاری از فهرست‌ها به عنوان یکی از بهترین ترانه‌های سبک راک شناخته شد. به عنوان مثال در ۵۰۰ ترانه برتر تمام اعصار رولینگ استون این ترانه در شماره ۳۲ جای دارد.

## منبع الهام و مفاهیم
گفته می‌شود این آهنگ الهام گرفته از رمان مرشد و مارگاریتا اثر میخاییل بولگاکف است. در رمان ولند که همان شیطان است، ادعا می‌کند زمانی که پونتیوس پیلاتوس، حاکم اورشلیم حکم تصلیب مسیح را داده، شاهد ماجرا بوده. این موضوع در این بخش آهنگ ذکر شده:
I was around when Jesus Christ had his moment of doubt and pain
(من آن اطراف بودم، وقتی عیسی مسیح، لحظه‌ای را در رنج و تردید گذراند.)

همچنین، شیطان بولگاکف، نه تنها دشمن بشر نیست، بلکه گاهی به کمک انسان‌ها می‌شتابد و از آنها با خوردنی‌ها و نوشیدنی‌های رنگارنگ پذیرایی می‌کند! این جملات آهنگ هم اشاره به همین موضوع دارند:
Please allow me to introduce myself
I'm a man of wealth and taste
(لطفا بگذار خودم را معرفی کنم
من مردی علاقه‌مند به ثروت و خوش سلیقه هستم)

اشاره به پونتیوس پیلاتوس که حکم به تصلیب مسیح داد:
Made damn sure that Pilate
Washed his hands and sealed his fate
(کاملا مطمئن شدم که پیلاتوس
دستانش را شست و سرنوشتش را مهر و موم کرد)
تفاوت شیطان توصیف شده در مرشد و مارگاریتا و شیطان توصیف شده‌ی رولینگ استونز، در این است که شیطان مرشد و مارگاریتا، در مسکو عامل برخی اتفاقات عجیب و غریب و ناخوشایندی است که می‌افتند. اما در آهنگ رولینگ استونز، شیطان سپر بلایی است که جنایات بشر (از جمله پادشاهان و سیاستمداران) در طول تاریخ به گردنش افتاده و شیطان به انسان اینگونه طعنه می‌زند که هر جنایتی که کرده‌اید، گردن خودتان است، نه من!
I shouted out
?Who killed the Kennedys
When after all
It was you and me
(من فریاد زدم
چه کسی کندی‌ها را کشت؟
وقتی که در نهایت
مقصر من و تو بودیم)
اشاره به ترور جان.اف کندی، سی و پنجمین رئیس جمهور آمریکا و رابرت.اف کندی، دادستان کل و سناتور آمریکا که مطمئنا عامل و بانی این ترورها نمی‌توانسته کسی جز انسان باشد!